# Condado de San Juan de Jaruco
El condado de San Juan de Jaruco es un título nobiliario español creado el 10 de julio de 1770, con el vizcondado previo de "Santa Cruz", por el rey Carlos III a favor de Gabriel Antonio Beltrán de Santa Cruz y Aranda, abogado de los Reales Consejos, fiscal de Hacienda en Cuba, fundador de la ciudad de San Juan de Jaruco (Cuba), etc.

## Condes de San Juan de Jaruco
|                                     | Titular                                                   | Periodo                 |
| Creación por Carlos III             | Creación por Carlos III                                   | Creación por Carlos III |
| ----------------------------------- | --------------------------------------------------------- | ----------------------- |
| I                                   | Gabriel AntonioBeltráan de Santa Cruz y Aranda            | 1770-1772               |
| II                                  | Teresa Rosa Beltrán de Santa Cruz                         | 1772-1804               |
| III                                 | Joaquín Beltrán de Santa Cruz y Cárdenas-Vélez de Guevara | 1804-1807               |
| IV                                  | Francisco Javier Beltrán de santa Cruz y Montalvo         | 1841-1882               |
| V                                   | María Teresa Beltrán de Santa Cruz y Figueras             | 1882-1895               |
| Rehabilitación por Francisco Franco |                                                           |                         |
| VI                                  | Francisco Javier de Santa Cruz y Mallén                   | 1952-1954               |
| VII                                 | Francisco Javier de Santa Cruz y Goicoechea               | 1956-1976               |
| VIII                                | Joaquín de Santa Cruz y Goicoechea                        | 1978-1997               |
| IX                                  | Francisco Javier Echevarría de Santa Cruz                 | 1997-actual titular     |

## Historia de los Condes de San Juan de Jaruco
- Gabriel Antonio de Santa Cruz y Aranda (1719-1772), I conde de San Juan de Jaruco.

1. Casó con Teresa Rosa Beltrán de Santa Cruz. Le sucedió, por disposición testamentaria, su esposa:

- Teresa Rosa Beltrán de Santa Cruz (1721-1804), II condesa de San Juan de Jaruco. Le sucedió su sobrino nieto:

- Joaquín Beltrán de Santa Cruz y Cárdenas-Vélez de Guevara (1769-1807), III conde de San Juan de Jaruco, I conde de Santa Cruz de Mopox.

1. Casó con María Teresa Montalvo y O'Farrill. Le sucedió su hijo:

- Francisco Javier Beltrán de Santa Cruz y Montalvo (1795-1882), IV conde de San Juan de Jaruco, II conde de Santa Cruz de Mopox.

1. Casó con María Luisa Montalvo y Núñez del Castillo.
2. Casó con María Inocencia Figueras y Mora. Le sucedió, de su segundo matrimonio, su hija:

- María Teresa Beltrán de Santa Cruz y Figueras (1831-1895), V condesa de San Juan de Jaruco, III condesa de Santa Cruz de Mopox.

1. Casó con su primo hermano Joaquín Francisco Beltrán de Santa Cruz y Franchí Alfaro. Le sucedió, de su hijo Jorge Eugenio Beltrán de Santa Cruz (1857-1914) que había casado con Esperanza América Mallén y del Prado, el hijo de ambos, por tanto, su nieto, que lo rehabilitó:

Rehabilitado en 1952 por:
- Francisco Javier Beltrán de Santa Cruz y Mallén (1889-1954), VI conde de San Juan de Jaruco, IV conde de Santa Cruz de Mopox.

1. Casó con María del Carmen Goicoechea y Durañona. Le sucedió su hijo:

- Francisco Javier de Santa Cruz y Goicoechea (1917-1976),  VII conde de San Juan de Jaruco, V conde de Santa Cruz de Mopox. Le sucedió su hermano:

- Joaquín de Santa Cruz y Goicoechea (n. en 1918),  VIII conde de San Juan de Jaruco, VI conde de Santa Cruz de Mopox,. Le sucedió, de su hermana María de las Mercedes de Santa Cruz y Goicoechea, el hijo de ésta, por tanto, su sobrino:

- Francisco Javier Echevarría de Santa Cruz, IX conde de San Juan de Jaruco.

## Nota
En el condado de Santa Cruz de Mopox, sucedió, como VII conde, el hermano de este, Pedro Echevarría de Santa Cruz, sobrino también del VI conde de Santa Cruz de Mopox.